# Somali (Schiff, 1944)
Die Somali war ein 1943/44 in den Vereinigten Staaten gebauter Geleitzerstörer, eine von sechs Einheiten der Cannon-Klasse, die nach ihrer Fertigstellung an die Marinestreitkräfte der Freien Französischen Streitkräfte (Forces françaises libres, FFL) ausgeliehen wurden. Das Schiff diente unter mehrfach veränderter Klassifizierung bis 1972 in der französischen Marine, zuletzt ab 1968 unter dem Namen Arago.

## Bau und technische Daten
Von den insgesamt 72 gebauten Schiffen der Cannon-Klasse wurden sechs aus der ersten von vier Bauserien sofort nach ihrer Fertigstellung gemäß den Bedingungen des im März 1941 in Kraft getretenen US-amerikanischen Leih- und Pachtgesetzes (Lend-Lease Act) an die FFL übergeben, ohne zuvor in der US Navy in Dienst gestellt worden zu sein. Dies waren die Schiffe mit den US-amerikanischen Kennungen DE-106 bis DE-111. Die Somali, bis zu ihrer Übergabe als USS Somali (DE-111) geführt, war das letzte dieser sechs. Sie wurde bei der Dravo Corporation in Wilmington (Delaware) am 23. Oktober 1943 auf Kiel gelegt, lief dort bereits am 12. Februar 1944 vom Stapel und wurde am 9. April 1944 an die FFL übergeben.

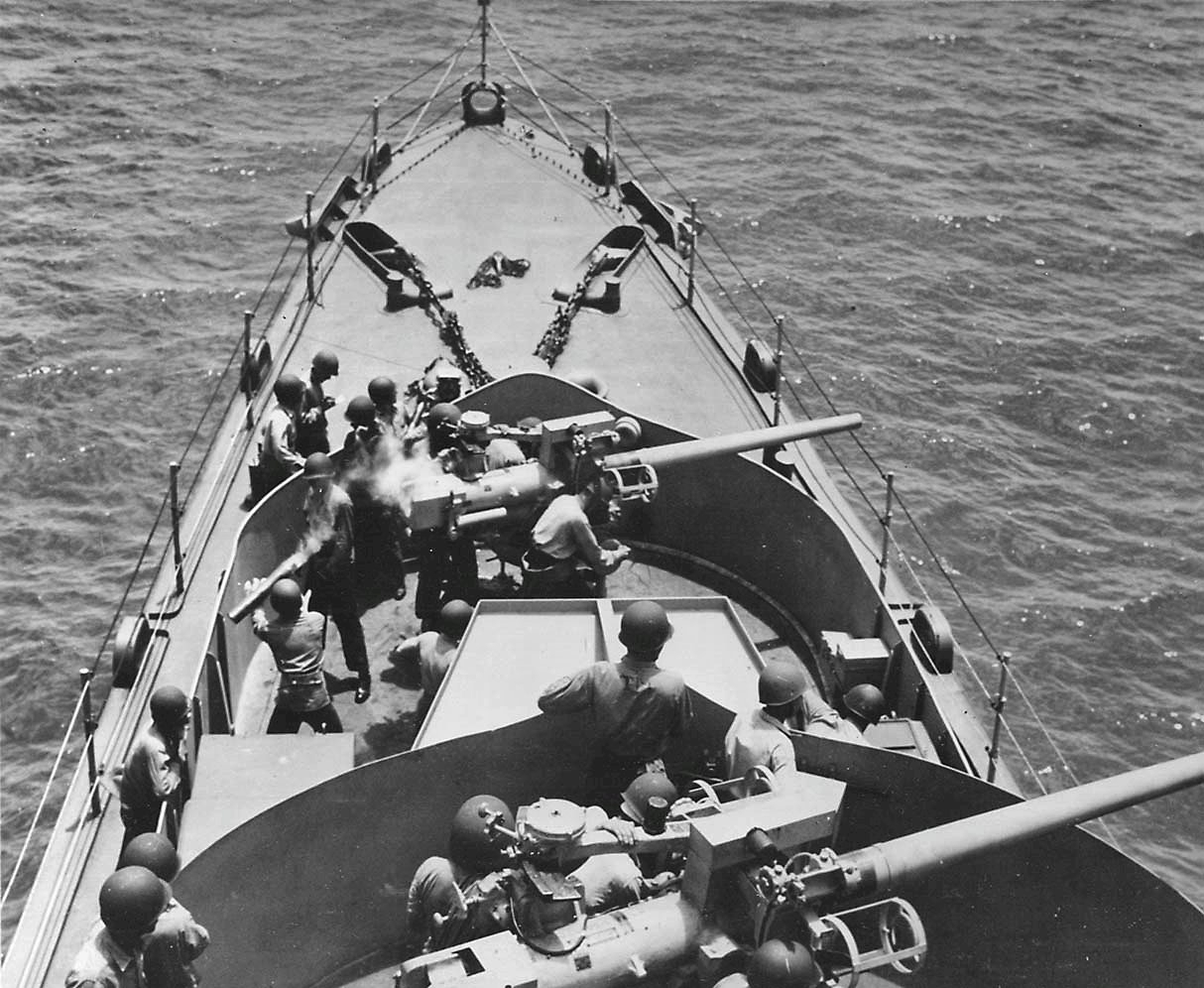
Die beiden vorderen 3-Zoll L/50 Mark 22 Geschütze auf dem Schwesterschiff Jacob Jones

Das Schiff war, wie alle Einheiten der Klasse, 93 m (über alles) bzw. 91 m (Wasserlinie) lang und 11,2 m breit und hatte 3,5 m Tiefgang. Die Wasserverdrängung betrug 1260 t (standard) bzw. 1646 t voll ausgerüstet. Vier 16-Zylinder-Viertakt-Schiffsdieselmotoren von GM, Modell 278A mit Stahlkolben, mit einer Gesamtleistung von 6000 PS ermöglichten über zwei Schrauben eine Höchstgeschwindigkeit von 21 kn. Die Reichweite betrug 10.800 sm bei 12 kn Marschgeschwindigkeit. Die Besatzung bestand aus 15 Offizieren und 201 Mann.
Bewaffnet war die Somali mit drei 3-Zoll L/50 Mark 22 Schnellfeuergeschützen, einer Zwillings-Flak des Typs 40 mm Bofors Mark 1, acht bis zehn 20-mm-Oerlikon-Flak Mark 4 und drei 53,3cm-Torpedorohren. Zur U-Boot-Bekämpfung war das Schiff ausgestattet mit einem Hedgehogwerfer Mark 10 und insgesamt 144 Granaten sowie acht Wasserbomben Mark 6, die über zwei Ablaufgestelle abgeworfen werden konnten.

## Geschichte
Die Somali wurde bei ihrer Übernahme durch die FFL am 9. April 1944 als „torpilleur“ mit der Kennung T-53 in Dienst gestellt. Das Schiff nahm im August 1944 an der Landung der Westalliierten an der französischen Côte d’Azur zwischen Toulon und Cannes teil (Operation Dragoon) und fuhr ansonsten bis Kriegsende Geleitschutz im Mittelmeer.
Im August 1945 wurde die Somali nach Französisch-Indochina verlegt, wo sie ab Oktober in Saigon stationiert und bei der Wiederherstellung der französischen Kolonialverwaltung eingesetzt wurde. Sie war dabei insbesondere im Dezember 1945 bei der sogenannten Reinigung («nettoyage») im Bezirk Nhà Bè und in den Gebieten entlang der Flüsse Soài Rạp, Vaico and Binh Trung in der Umgebung von Saigon beteiligt, danach bis Januar 1946 an der Überwachung der Halong-Bucht an der Küste von Tonkin. Gegen Ende Januar 1946 nahm sie an der Operation Gaur teil, der Rückeroberung von Nha Trang im Süden von Annam.
Am 24. März 1946 kehrte das Schiff nach Toulon zurück. Am 14. Oktober 1946 ging es in den Besitz der französischen Marine über und erhielt die neue Kennung T-23. 1948 wurde es zur Fregatte umklassifiziert und mit der Kennung F03 versehen. Daraus wurde 1951 F703. Erst am 21. April 1952 wurde das Schiff im Rahmen des Mutual Defense Assistance Programs endgültig an Frankreich abgetreten und dann am 4. Mai 1952 aus dem Naval Vessel Register (NVR) der US Navy gestrichen.
1956 wurde die Somali entwaffnet und zum Versuchsschiff umklassifiziert, mit der neuen Kennung A607. Sie diente nun militärischen Forschungs- und Versuchszwecken. Nachdem das französische Überseeterritorium Französische Somaliküste (Côte française des Somalis) 1967 in Territorium der Afar und Issa (Territoire des Afars et des Issas) umbenannt worden war, wurde auch eine Änderung des Schiffsnamens notwendig. Die Somali erhielt daher am 1. April 1968 den Namen Arago; die Kennung blieb unverändert A607. Benannt nun nach dem Astronomen und Physiker François Arago (1786–1853) war sie das dritte Schiff der französischen Marine mit diesem Namen, nach einem U-Boot und einem Hilfskreuzer.
Am 31. August 1972 wurde das Schiff formell an die Vereinigten Staaten zurückgegeben. Es verblieb noch einige Monate in Frankreich und wurde dann als Zielschiff im Mittelmeer versenkt.